# U-482
| U-482                      | U-482                                                          | U-482                                                          |
| -------------------------- | -------------------------------------------------------------- | -------------------------------------------------------------- |
|                            |                                                                |                                                                |
|                            |                                                                |                                                                |
|                            |                                                                |                                                                |
| Під прапором               | Третій рейх                                                    | Третій рейх                                                    |
| Спуск на воду              | 25 вересня 1943 року                                           | 25 вересня 1943 року                                           |
| Виведений зі складу флоту  | 25 листопада 1944 року                                         | 25 листопада 1944 року                                         |
| Сучасний статус            | затоплений                                                     | затоплений                                                     |
| Проєкт                     |                                                                |                                                                |
| Тип ПЧ                     | Торпедний ДПЧ                                                  | Торпедний ДПЧ                                                  |
| Основні характеристики     |                                                                |                                                                |
| Швидкість (надводна)       | 17,7 вузлів                                                    | 17,7 вузлів                                                    |
| Швидкість (підводна)       | 7,6 вузлів                                                     | 7,6 вузлів                                                     |
| Робоча глибина занурення   | 100 м                                                          | 100 м                                                          |
| Гранична глибина занурення | 220 м                                                          | 220 м                                                          |
| Екіпаж                     | 44 осіб                                                        | 44 осіб                                                        |
| Розміри                    |                                                                |                                                                |
| Довжина найбільша (по КВЛ) | 67,1 м                                                         | 67,1 м                                                         |
| Ширина корпусу найб.       | 6,2 м                                                          | 6,2 м                                                          |
| Висота                     | 9,6 м                                                          | 9,6 м                                                          |
| Середня осадка (по КВЛ)    | 4,70 м                                                         | 4,70 м                                                         |
| Водотоннажність надводна   | 769 т                                                          | 769 т                                                          |
| Озброєння                  |                                                                |                                                                |
| Артилерія                  | одна палубна гармата калібру 88-мм, одна 20-мм зенітна гармата | одна палубна гармата калібру 88-мм, одна 20-мм зенітна гармата |
| Торпедно- мінне озброєння  | 4 носових і один кормовий ТА. 14 торпед або 26 мін             | 4 носових і один кормовий ТА. 14 торпед або 26 мін             |

U-482 — німецький підводний човен типу VIIC, часів  Другої світової війни.
Замовлення на будівництво човна було віддане 5 червня 1941 року. Човен був закладений на верфі суднобудівної компанії «Deutsche Werke AG» у місті Кіль 13 лютого 1942 року під заводським номером 317, спущений на воду 25 вересня 1943 року, 1 грудня 1943 року увійшов до складу 5-ї флотилії. Також за час служби входив до складу 9-ї та 11-ї флотилій. Єдиним командиром човна був капітан-лейтенант граф Гартмут фон Матушка.
Човен зробив 2 бойових походи, в яких потопив 4 судна (загальна водотоннажність 31 611 брт) та 1 військовий корабель.
Потоплений 25 листопада 1944 у Північній Атлантиці західніше Шетландських островів (60°18′ пн. ш. 04°52′ зх. д. / 60.300° пн. ш. 4.867° зх. д.) глибинними бомбами британського фрегата «Ацесіон» після виявлення норвезьким «Сандерлендом». Всі 48 членів екіпажу загинули.

## Потоплені та пошкоджені кораблі[3]
| Назва            | Тип                  | Належність      | Дата           | Тоннаж (БРТ) | Вантаж                                                                        | Статус    | Місце                                                      |
| Jacksonville     | танкер               | США             | 30 серпня 1944 | 10 448       | 141 000 барелів бензину                                                       | потоплено | 55°30′ пн. ш. 07°30′ зх. д. / 55.500° пн. ш. 7.500° зх. д. |
| HMS Hurst Castle | корвет               | Велика Британія | 1 вересня 1944 | 1 010        |                                                                               | потоплено | 55°27′ пн. ш. 08°12′ зх. д. / 55.450° пн. ш. 8.200° зх. д. |
| Fjordheim        | суховантажне судно   | Норвегія        | 3 вересня 1944 | 4 115        | 4 000 т антрацитового вугілля                                                 | потоплено | 55°55′ пн. ш. 09°28′ зх. д. / 55.917° пн. ш. 9.467° зх. д. |
| Empire Heritage  | танкер               | Велика Британія | 8 вересня 1944 | 15 702       | 16 000 т мазуту та 1 942 т вантажу на палубі включно з танками та ватажівками | потоплено | 55°27′ пн. ш. 08°01′ зх. д. / 55.450° пн. ш. 8.017° зх. д. |
| Pinto            | рятувальний корабель | Велика Британія | 8 вересня 1944 | 1 346        | Баласт                                                                        | потоплено | 55°27′ пн. ш. 08°01′ зх. д. / 55.450° пн. ш. 8.017° зх. д. |